# Département de Boumdeid
Le département de Boumdeid est l'un des cinq départements, appelés officiellement moughataas, de la région de l'Assaba dans le sud de la Mauritanie. Boumdeid en est le chef-lieu.

## Géographie
Le département de Boumdeid est situé au nord dans la région d'Assaba et s'étend sur 4 700 km2.
Il est délimité à l'ouest et au nord par le département de Tidjikdja, à l'est par le département de Tichitt et le département de Tamchekett, au sud par le département de Kiffa, au sud-ouest par le département de Moudjeria.

## Démographie
En 1988, l'ensemble de la population du département de Boumdeid regroupe un total de 8 390 habitants.
En 2000, le nombre d'habitants du département est de 8 704.
Lors du dernier recensement de 2013, la population du département a diminué à 7 917 habitants (3 860 hommes et 4 057 femmes), soit une décroissance annuelle de 0,76 % depuis 2000,.
C'est le seul département de la région à connaître une décroissance de sa population, notamment dans le commune de Boumdeid (−2,9 % de 2000 à 2013).

## Liste des communes
Le département de Boumdeid est constitué de trois communes :
- Boumdeid
- Hsey Tin
- Laftah